# پیلگر (نبراسکا)
پیلگر(به انگلیسی: Pilger) شهری در ایالت نبراسکا کشور ایالات متحده آمریکا است که جمعیت آن در سرشماری سال ۲۰۱۰ میلادی، ۳۵۲ نفر بوده‌است.